# Cameltoe

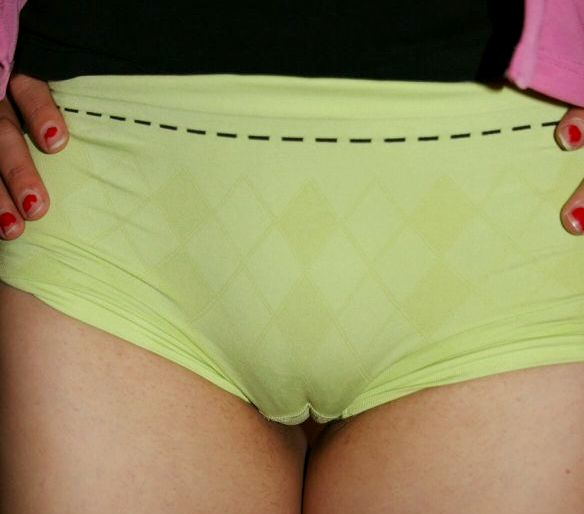
Cameltoe u ženy

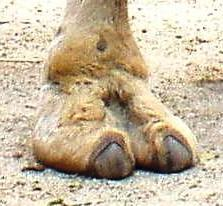
Velbloudí prsty (: camel toes)

Camel toe je anglický slangový výraz, který se používá k popisu obrysu velkých stydkých pysků, který může být u žen viděn přes těsné oblečení. Obdobná situace může nastat u mužů, kterým může být vidět přes tenké oblečení obrys varlat; v anglickém slangu se to označuje jako moose knuckle . Do češtiny by se dal výraz camel toe přeložit jako „velbloudí kopýtko“; používá se také výraz „velbloudí noha“.

## Příčiny vzniku
Příčiny vzniku camel toe nejsou vždy zřejmé. K jeho vzniku běžně dochází v důsledku nošení těsného a přiléhavého oděvu, jako jsou třeba těsné džíny, šortky, spodní prádlo, plavky, sportovní elastické kalhoty, punčochy, mokré oblečení či v důsledku intenzivního cvičení v těsném oblečení. Díky kombinaci anatomických faktorů a přiléhavosti tkaniny v oblasti kolem stydké štěrbiny, tak může dojít k tomu, že oblast rozkroku svým vzhledem připomíná kopyto velblouda nebo jiného sudokopytníka.

## Cameltoe v kultuře
Cameltoe se ať už jako výraz, či explicitně znázorněný, objevuje v americké kultuře, ale i v kultuře německy mluvících zemí. Výraz se objevil například ve filmu Pan Rosnička (The Weather Man), kde hraje významnou roli v rozvoji děje. Ve filmu Superbad se naopak vyskytuje pánská podoba camel toe a hlavní dva protagonisté jsou označováni jako camel tail. Ve filmu Scary Movie 2 je camel toe popsán jako bojová technika. Camel Toe je pak komediální album The Bob & Tom Show.